# Rhys ap Thomas

Wappen von Rhys ap Thomas

Sir Rhys ap Thomas, KG (* 1448 oder 1449; † 1525 in Carmarthen), auch Rhys ap Thomas FitzUrian genannt, war ein walisischer Adliger, Militär und Staatsmann. Er war ein enger Vertrauter des englischen Königs Heinrich VII. Angeblich hatte er Heinrichs Gegenspieler Richard III. getötet. Von 1485 bis 1525 war er in Südwales principal lieutenant, Stellvertreter des Königs.

## Leben
Er war der jüngste legitime Sohn von Thomas ap Gruffudd ap Nicolas († um 1474), dem Sohn von Gruffudd ap Nicolas, einem mächtigen Großgrundbesitzer von Newton House in Carmarthenshire, und dessen Frau Elizabeth († 1471), Tochter von John Gruffudd aus Abermarlais in Carmarthenshire. Nach der Niederlage von Towton wurde sein Vater in Carreg Cennen Castle belagert, wo er sich 1462 ergeben musste. Daraufhin ging er ins Exil im Herzogtum Burgund, wohin Rhys ihn begleitete. Vermutlich kehrten sie um 1467 nach Wales zurück. Nach dem Tod seiner beiden älteren Brüder und dem Tod seines Vaters erbte Rhys 1474 die Familiengüter, dazu erbte er von seiner Mutter die umfangreichen Besitzungen ihrer Familie. Um seine Besitzungen zu erhalten, stellte Rhys eine Miliz zur Unterstützung von Eduard IV. auf, obwohl seine Familie traditionell Anhänger des Hauses Lancaster war. Er beteiligte sich 1483 auch nicht an der Rebellion des Duke of Buckingham, weil ihre Familien im Streit miteinander lagen. Angeblich verlangte Richard III., dass Rhys seinen einzigen legitimen Sohn Gruffydd als Geisel zum Beweis seiner Loyalität stellte, doch gleichzeitig versuchte der König seine Unterstützung zu gewinnen, indem er ihm eine jährliche Pension von 40 Mark gewährte. Obwohl er Richard III. seine Loyalität mit einem Eid versichert hatte, trat Rhys mit dem in der Bretagne im Exil lebenden Heinrich Tudor in Kontakt und versprach ihm seine Unterstützung für die geplante Invasion.
Nach der Landung Heinrich Tudors in Pembrokeshire am 7. August 1485 schloss sich ihm Rhys am 16. August in Welshpool mit einem Heer von etwa 2000 Mann an. Diese Unterstützung trug maßgeblich zum Sieg der Lancastrianer in der Schlacht von Bosworth am 22. August 1485 bei, und nach einem Gedicht des walisischen Dichters Guto'r Glyn hat Rhys selbst Richard III. in der Schlacht mit einer Streitaxt getötet. Der neue König schlug Rhys auf dem Schlachtfeld zum Ritter und ernannte ihn im November 1485 zum königlichen Stellvertreter und Chamberlain in Südwales sowie zum Vogt von Brecon und Builth. Rhys wurde zwischen 1488 und 1516 viermal zum Bürgermeister von Carmarthen, der damals größten Stadt von Wales, gewählt und galt nach Jasper Tudor, dem Onkel des Königs, als zweitmächtigster Grundbesitzer in Wales. Er gehörte zum engen Gefolge des Königs und diente ihm als Heerführer während des Aufstandes in Brecon 1486, während der Rebellion unter Simnel und in der Schlacht von Stoke 1487, während der Expedition nach Frankreich im Oktober 1492, in der Schlacht von Deptford Bridge während des Aufstands in Cornwall 1497 sowie der darauf folgenden Rebellion Perkin Warbecks. Nach dem Tod von Jasper Tudor erhielt Rhys weitere Ämter wie im Januar 1496 das des Justiciars von Südwales und im April 1502 das Amt des Konstablers von Aberystwyth Castle. 1505 nahm ihn der König in den Hosenbandorden auf, den Jahrestag der Aufnahme feierte er 1506 in Carew Castle mit einem prächtigen Turnier, das das letzte große Turnier in England gewesen sein soll.
Auch Heinrichs Sohn und Nachfolger Heinrich VIII. schätzte seine Loyalität und militärische Erfahrung und bestätigte ihn in seinen Ämtern. 1509 ernannte er ihn zum Vogt von Pembroke, und während des Feldzugs in Nordfrankreich 1513 war Rhys Befehlshaber von über 3000 Mann Infanterie und leichter Reiterei, mit denen er erfolgreich in der Schlacht bei Guinegate und während der Belagerungen von Thérouanne und Tournai kämpfte. Danach zog er sich auf seine walisischen Güter zurück. Er starb im Frühjahr 1525 und wurde in der Franziskanerkirche von Carmathen begraben. Nach der Auflösung des Klosters wurde sein Grabmal in die St Peter’s Church von Carmarthen überführt.
Rhys besaß umfangreichen Grundbesitz in Carmathenshire, aber auch in Pembrokeshire und Cardiganshire. Anstelle von Newton House und Dinefwr Castle, den Wohnsitzen seines Vaters und Großvaters, baute er das in den 1490er Jahren erworbene Carew Castle in Pembrokeshire zu seinem Hauptwohnsitz aus. Daneben besaß er noch weitere Burgen wie das als Jagdschloss genutzte Newcastle Emlyn Castle und Weobley Castle auf der Gower-Halbinsel, das er um 1500 ausbaute.

## Familie
Rhys heiratete zweimal, in erster Ehe Efa, einer Tochter von Henry ap Gwilym, in zweiter Ehe um 1480 Janet († 1535), Tochter von Thomas Mathew und Witwe von Thomas Stradling.
Aus seiner ersten Ehe hatte er einen Sohn, Gruffydd ap Rhys (um 1478–1521), der Catherine St John heiratete. Da sein Sohn bereits 1521 gestorben war, erbte dessen Sohn Rhys ap Gruffydd (um 1508–1531), sein Enkel seine Güter. Daneben hatte Rhys ap Thomas mehrere Geliebte, mit denen er mindestens zwölf Kinder hatte.